# Джон Мугабі
Джон «Звір» Мугабі (англ. John "The Beast" Mugabi; 4 березня 1960) — угандійський боксер-професіонал. Чемпіон світу за версією WBC. Срібний призер Олімпійських ігор у ваговій категорії до 69 кг (1980).

## Біографія
Народився 4 березня 1960 року в місті Кампала.
На юніорському чемпіонаті світу з боксу у 1976 році посів друге місце, поступившись у фіналі британцеві Еролу Грехему.
На літніх Олімпійських іграх 1980 року у Москві став срібним призером, поступившись у фінальному двобої кубинцю Андресу Альдамі.
У тому ж році перейшов до професійного боксу. Протягом професійної кар'єри провів 50 поєдинків, у 42 отримав перемогу (з них 39 — достроково). Зазнав 7 поразок, з них 6 — нокаутом. 1 поєдинок звів унічию.
Мешкає у місті Тампа, штат Флорида, США.

## Олімпійські результати
- 22.07.1980 переміг Пола Расаніманану (Мадагаскар) KO 2
- 27.07.1980 переміг Джорджа Коффі (Конго) KO 1
- 30.07.1980 переміг Мемета Богуєвчі (Югославія) KO 1
- 31.07.1980 переміг Казимежа Щербу (Польща) 3-2
- 02.08.1980 поступився Андресу Альдамі (Куба) 1-4

## Професійна кар'єра
На професійному ринзі дебютував 5 грудня 1980 року, нокаутувавши супротивника у першому раунді.
Протягом 1981–1985 років провів 24 боксерських поєдинки, здобувши у всіх них перемогу достроково.
10 березня 1986 року Джон Мугабі вийшов у ринг проти абсолютного чемпіона світу у середній вазі (WBC, WBA, IBF) Марвіна Хаглера. Хаглер нокаутував Мугабі в 11 раунді.
У грудні того ж року у двобої з Дуейном Томасом за вакантний титул чемпіона світу за версією WBC у першій середній вазі Мугабі вдруге поспіль зазнав поразки.
Після цього більше року не виходив на ринг. Протягом 1988–1989 років Джон Мугабі одержав 8 дострокових перемог і 8 липня 1989 року зустрівся з чемпіоном світу у першій середній вазі за версією WBC французом Рене Жакотом. У першому ж раунді нокаутувавши супротивника, Мугабі став чемпіоном світу.
У березні 1990 року він втратив цей титул, поступившись нокаутом у першому раунді Террі Норрісу.
20 листопада 1991 року у поєдинку за звання чемпіона світу у середній вазі за версією WBO Джон Мугабі зустрівся з Джеральдом Макклелланом. Протягом першого раунду Макклеллан тричі відправляв Мугабі у нокдаун, після третього рефері зупинив поєдинок. Після цієї поразки Мугабі залишив бокс. На той час на його рахунку було 38 перемог (усі нокаутом) у 42 зустрічах.
Повернувся на ринг у 1996 році. Провівши ще 8 поєдинків, з яких 4 перемоги, 3 поразки і 1 нічия, у січні 1999 року остаточно пішов з боксу.